# گوچین-اوس (اوورخنگای)
گوچین-اوس (به لاتین: Guchin-Us) یک منطقهٔ مسکونی در مغولستان است که در استان اوورخانگای واقع شده‌است.